# دانیله سولسیا
دانیله سولسیا (انگلیسی: Daniele Solcia؛ زادهٔ ۷ مارس ۲۰۰۱) بازیکن فوتبال است.